# Especie indicadora
Una especie indicadora es una especie que define un rasgo o característica del medio ambiente. Por ejemplo, una especie puede delinear una ecorregión o indicar una condición ambiental tal como la erupción de una peste, contaminación, competición entre especies o cambios climáticos. Las especies indicadoras son las especies más sensitivas de una región y en general actúan como señal de alarma para alertar a los biólogos que monitorean las condiciones ambientales. También se usa el término "indicador biológico" en referencia a una especie o grupo de especies que cumplen esta función. 

## Indicadores de distribución
Una especie indicadora de una ecorregión es la que define a tal región. Un ejemplo es el agave Agave lechuguilla que contribuye a definir regionalmente al territorio del desierto de Chihuahua del norte de México y sur de los Estados Unidos. En América Central la magnolia guatemalteca define el límite entre el bosque nuboso y la montaña altitudinalmente. 
En paleoclimas la presencia de una especie sobreviviente puede ser un indicador de las condiciones climáticas preexistentes en la región. 
En ciertos casos grupos enteros de flora y fauna pueden ser indicadores de distribución. Las especies invasoras que entran a una ecorregión avanzan a una velocidad que depende de condiciones ambientales tales como la temperatura, alimentos disponibles y barreras naturales. Tal es el caso de la abeja africanizada que ha entrado en el sur de Norteamérica y va avanzando hacia el norte.

## Indicadores de condiciones ambientales
Los líquenes son indicadores de la calidad del aire. Son muy sensibles al dióxido de azufre, un gas emitido por los vehículos a gasolina y por las fábricas. Por eso las concentraciones de este gas son más altas en ciudades y regiones industriales y más bajas en zonas rurales y de pueblos pequeños. Las variedades filamentosas, fruticulosas y foliosas son las más vulnerables, mientras que las crustáceas y escamosas son más resistentes a la contaminación del aire
Las ranas pueden ser indicadoras de la calidad de las aguas de desagüe. Los fertilizantes contienen grandes cantidades de fósforo y nitrógeno. Los compuestos de estos elementos químicos estimulan el crecimiento de las algas, lo que a su vez contribuye al aumento de la población de parásitos platelmintos. Estos parasitan a las ranas en el estadio de renacuajo causando malformaciones en el adulto. Estas deformidades pueden incluir la ausencia de extremidades o extremidades supernumerarias.

## Definiciones
Lindenmayer et al (2000) proponen 7 definiciones alternativas de especie indicadora:
1. una especie cuya presencia indica la presencia de un conjunto de otras especies y cuya ausencia indica la falta de tal juego entero de especies;
2. una especie clave, que es una especie cuya adición o sustracción a un ecosistema acarrea cambios sustanciales en la abundancia y ocurrencia de, por lo menos, una especie;
3. una especie cuya presencia indica cambios de condiciones abióticas causadas por el hombre, tales como contaminación del aire o agua (a menudo llamadas especies indicadoras de contaminación);
4. una especie dominante que provee una parte sustancial de la biomasa o del número de individuos en el área;
5. una especie que indica condiciones ambientales particulares tales como ciertos tipos de suelos o de rocas;
6. una especie considerada sensible y por lo tanto capaz de dar la señal de alarma cuando ocurren cambios ambientales, tales como calentamiento global o modificación del manejo de incendios (a veces llamadas especies bioindicadoras);
7. una especie indicadora de manejo, o sea una especie que refleja los efectos de un cambio en el régimen o en la eficacia de los esfuerzos empleados para mitigar los efectos de alteraciones del medio ambiente que hayan tenido lugar previamente.

Tipos 1, 2 y 4 han sido propuestos como indicadores de diversidad biológica y tipos 3, 5, 6 y 7 como indicadores de condiciones abióticas o de cambios en los procesos ecológicos. 

## Ejemplos de especies indicadoras
1. Mariposa monarca (Danaus plexippus).
2. Nutrias de río (Lontra canadensis).